# Papa Joan XI
|  | Per a altres significats, vegeu «Joan XI d'Alexandria». |

Joan XI (Roma, 910 - Roma, 935) va ser Papa de Roma entre 931 i 935. Fou fill de la relació il·legítima de la dama Mariozza i del Papa Sergi III. És el setè papa del període conegut com a Pornocràcia. Criat en els millors ambients de la Roma del segle X, fou elegit papa el març del 931. El 932, caiguda la mare del poder, va quedar sotmès a la voluntat de son germanastre Alberic II. Probablement va morir enverinat el desembre del 935.